# Декарт (Эндр и Луара)
Дека́рт — город и коммуна во Франции, департамент Эндр и Луара.

## География

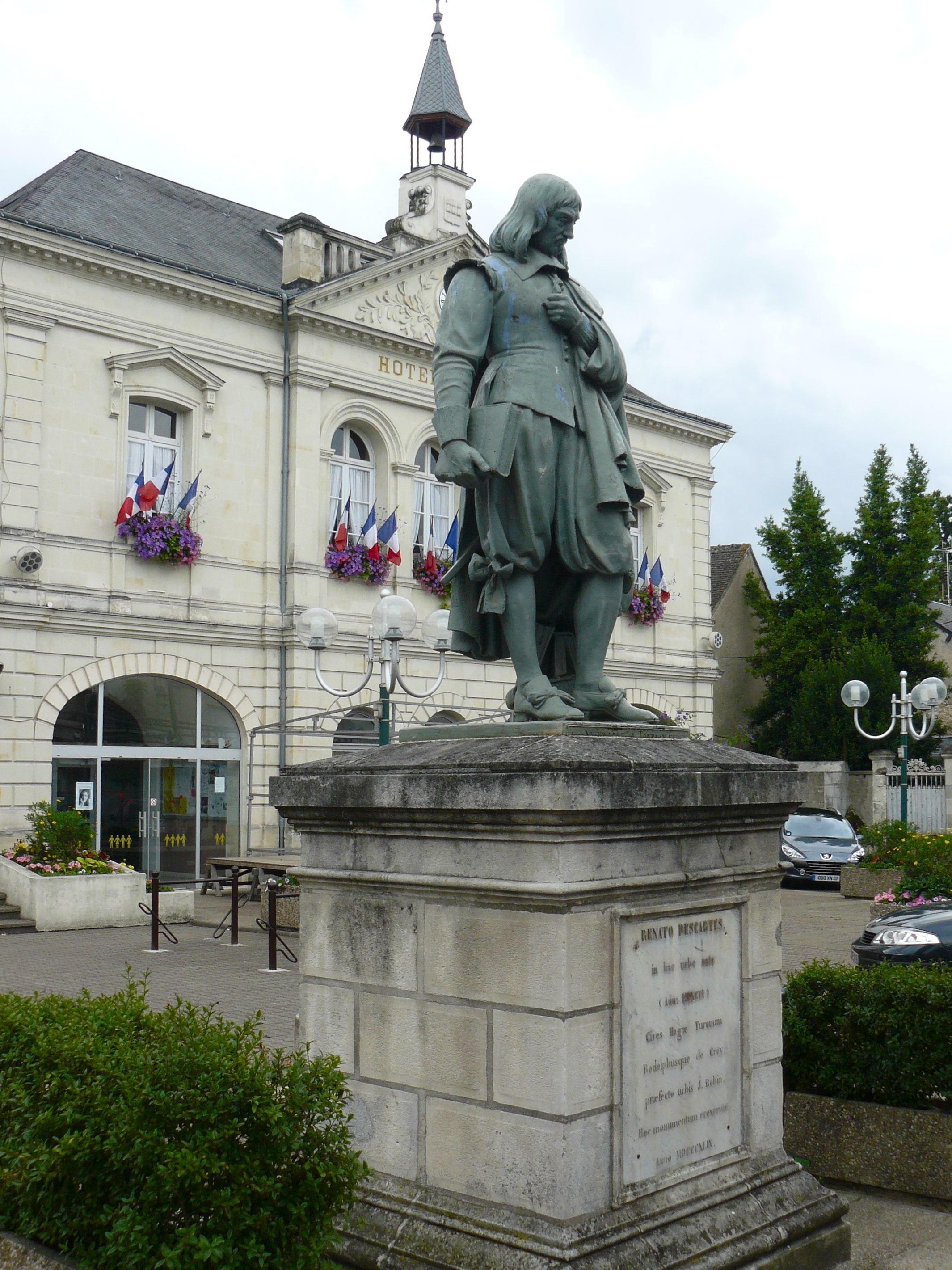
Descartes

Город Декарт находится в центральной Франции, это административный центр кантона Декарт округа Лош департамента Эндр и Луара региона Центр. Площадь города составляет 38,08 км². Численность населения равна 3 855 человек (на 2006 год). Плотность населения — 101 чел./км².

## История
Изначально город назывался Ла-Э-ан-Турен (La Haye en Touraine). В нём 31 марта 1596 года родился философ Рене Декарт (1596–1650). В 1802 году город переименовывается в его честь в Ла-Э-Декарт (La Haye-Descartes), а затем в 1967 году переименовывается ещё раз в Декарт (Descartes).

## Известные уроженцы
- Декарт, Рене (1596—1650) — широко известный философ, математик и естествоиспытатель, в честь которого был переименован город.
- Буалэв, Рене (1867—1926) — выдающийся французский писатель и литературный критик, стилист, член Французской академии.